# وحشی‌های بیرونی
«وحشی‌های بیرونی» (انگلیسی: Outer Wilds) یک بازی ویدئویی در سبک بازی اکشن-ماجراجویی است که توسط Annapurna Interactive و در سال ۲۰۱۹ و در پلت‌فرم‌های مایکروسافت ویندوز، مک‌اواس، اکس‌باکس وان، و پلی‌استیشن ۴ منتشر شده‌است.